# Демир Янев (режисьор)
Вижте пояснителната страница за други личности с името Демир Янев.
Демир Янев Демирев е български продуцент и режисьор.

## Биография

### Ранни години
Син е на българския дипломат Янчо Демирев (1939 – 2014) и чрез него внук на българския политик Демир Янев (1910 – 1992).
Демир Янев е роден в град Дамаск, Сирия на 9 август 1972 г. Като син на дипломат пребивава със своите родители в чужбина. Живее и учи няколко години в Судан, средното си образование завършва в Аман (Йордания).
След завръщането си в България Янев следва 4 години специалност „Арабистика“ в СУ „Климент Охридски“, но не я завършва. През 1997 г. завършва специалност „Банково дело“ във ВТУ „Св. св. Кирил и Методий“.

### Кариера
От 1994 г. Янев работи в разни търговски дружества в България, ОАЕ и Турция, сред които са „Дару Метал“, „Адексим“, „Asia petroleum“, „Кремиковци трейд“, „Финметалс холдинг“, „Кремиковци Демир ве Челик А.Ш.“.
В Дубай Янев се запознава и работи с Абдул Хак – афганистански муджахедин и миротворец, загинал загадъчно в Афганистан след 11 септември 2001 г.. Кратко време след смъртта на Абдул Хак Демир Янев се присъединява към „Theatredreams“ – театрално-антропологична група, създадена от доцент Александър Илиев. Сътрудничат за създаване на документален филм за произхода на древните българи в Афганистан и Пакистан (Бактрия). През 2005 г., след няколко независими експедиции в Афганистан и Пакистан, Янев основава собствена, независима продуцентска компания под името „Ню левъл продакшънс“. Първият му филм „Холивуд Хак“ разказва за живота и смъртта на Абдул Хак.
През 2008 г. Янев започва работа върху „Имало едно време на Изток“, документален филм по книгите на Георги Стоев. Познавайки лично Стоев още от началото на 90-те години, Янев използва телевизионен архив, възстановки и интервюта с Палми Ранчев, Румен Леонидов, Атанас Орачев, Андрей Пантев и други, за да разкаже тайните на прехода в България.
Янев започва работа върху сценарий на игрален филм през лятото на 2010 г.

## Филмография
- „Холивуд Хак“ (2008]) – сниман в Афганистан, Йордания, Гърция и България, завършен през 2007 година и избран за участие на МКФ Сан Себастиан `07[2]
- „Имало едно време на Изток“ (2011)[3][2][1]